# Indianapolis 500: The Simulation
Indianapolis 500: The Simulation é um jogo de computador lançado para o MS-DOS em 1989. Foi considerado como um dos primeiros passos para iniciar a disputa entre os jogos de corrida simuladores e os jogos de corrida arcade.  Foi desenvolvido pelo Papyrus Design Group e distribuído pela Electronic Arts, a versão pra o Amiga foi lançada em 1990.
O jogo tenta proporcionar uma simulação completa da corrida de Indianápolis 500, com 33 carros e a "sensação" apropriada de um carro da Fórmula Indy. Durante a corrida, ele oferece apenas uma perspectiva em primeira pessoa, mas o jogo também oferece um modo replay. O jogo oferece a capacidade de configurar o carro de forma realista, e quaisquer alterações feitas no carro afetam diretamente como ele se comporta.
A corrida é representada de forma realista e a ordem de qualificação permanece fiel ao grid de largada da edição de 1989 das 500 Milhas de Indianápolis.